# Hollandaea sayeriana
Hollandaea sayeriana là một loài thực vật có hoa trong họ Quắn hoa. Loài này được (F. Muell.) L.S. Sm. miêu tả khoa học đầu tiên năm 1956.